# Píseň o Cidovi
Píseň o Cidovi (Cantar de Mío Cid) je španělský hrdinský epos, předávaný ústně, jehož první literární verze se objevuje kolem roku 1140. Jde o nejstarší dochované dílo španělské literatury, jemuž se odborně věnoval kupříkladu španělský hispanista Ramón Menéndez Pidal.

## Děj
Toto středověké dílo nás zavádí do časů Rodriga Díaze z Vívaru, nazývaného Cid, který se nepohodne se svým králem Alfonsem a musí proto odjet ze země, aniž by si s sebou mohl vzít svou rodinu. Cid se v cizině proslaví především svými úspěšnými boji s Maury a dokonce se mu podaří dobýt i proslulou Valencii. Následně posílá králi dary a prosí jej, aby mohla jeho žena a dcery přijet za ním. Král k tomu svoluje. Několik následujících let je ve znamení úspěšných Cidových bojů a čím dál větší radosti krále. V době, kdy jsou Cidovy dcery dostatečně staré, o ně požádají infanti carriónští. Cid jim na přání krále vyhoví a ve Valencii se koná dvojitá velká svatba. Infanti jsou však zrádní muži a neváhají si přivlastňovat činy jiných mužů, aby získali větší slávu. Jejich nenávist vůči Cidovi vzrůstá a jednoho dne požádají, zda by si mohli své manželky odvést na svá panství. Dostávají Cidův věrný souhlas, neváží si však pohostinství svého tchána, pokusí se zradit Cidova významného spojence a nakonec skoro ubíjí jeho dcery k smrti. Ženám se ale podaří přežít. Cid je strašlivě rozezlen a domáhá se spravedlnosti u samotného krále. Don Alfonso rozhodne, že výsledek sporu určí souboj. V bitvě vyhrává Cid a jeho družina, infanti s ostudou odtáhnou na svá panství a již nemohou nikomu škodit. O Cidovy dcery tentokrát požádají španělští princové s tím, že je budou věrně ctít a navždy chránit. Cid ještě vyhraje mnoho bitev a jeho jméno se navždy zapíše do španělských dějin.

## Ukázka z díla
„Co jsem vám udělal infanti, carriónští bratři? Ať žertem nebo vážně, kdy jsem vás slovem zranil? Hned to zde napravím, dá-li sněm dobrozdání. Proč látku mého srdce jste mi tak rozsápali. Dal jsem vám svoje dcery, když jste se domů brali, s velkými poctami a též s bohatstvím značným. Když jste mé dcery nechtěli, vy dva prašiví zrádci, proč jste je nenechali v domovské Valencii.
Proč jste … Jestli mi neodpovíte, ať sněm se o tom radí!“